# The 13th Letter
The 13th Letter is een Amerikaanse film noir uit 1951 onder regie van Otto Preminger. De film is een nieuwe versie van de Franse dramafilm Le Corbeau (1943) van Henri-Georges Clouzot.

## Verhaal
Een dorpje in Canada wordt opgeschrikt door een reeks anonieme lasterbrieven. In de brieven wordt vooral een arts geviseerd. Al snel beginnen de dorpelingen een jaloerse ziekenzuster te verdenken.

## Rolverdeling
| Acteur          | Personage           |
| --------------- | ------------------- |
| Linda Darnell   | Denise Turner       |
| Charles Boyer   | Dokter Paul Laurent |
| Michael Rennie  | Dokter Pearson      |
| Constance Smith | Cora Laurent        |
| Françoise Rosay | Mevrouw Gauthier    |
| Judith Evelyn   | Zuster Marie Corbin |
| Guy Sorel       | Robert Helier       |
| June Hedin      | Rochelle Turner     |